# 太上老君清静心经
太上老君清静心经，道教经典。在《云笈七签》卷十七，有《太上老君清静心经》，此书并见《道藏》太清部，经文约600余字,其经内容和现在流传的清静经（390余字）基本相同。相比而言，《清静心经》较为难懂，《清静经》较为流畅易明。